# Waldfinnen
Waldfinnen (schwedisch skogsfinnar, norwegisch skogfinner, finnisch metsäsuomalaiset) ist eine Bezeichnung für die Finnen, die zwischen dem Ende des 16. und dem Ende des 17. Jahrhunderts nach Schweden und Norwegen einwanderten. Im Gegensatz zu den bereits seit Mitte des 16. Jahrhunderts eingewanderten Finnen, die vor allem in Bergbau und Hüttenwesen arbeiteten, schufen sie sich durch Brandrodung (finn. huuhta) der großen unberührten Nadelwälder im Landesinneren neue landwirtschaftliche Nutzflächen. Daher rührt auch die alternative schwedische Bezeichnung svedjefinnar (Brandrodungsfinnen).

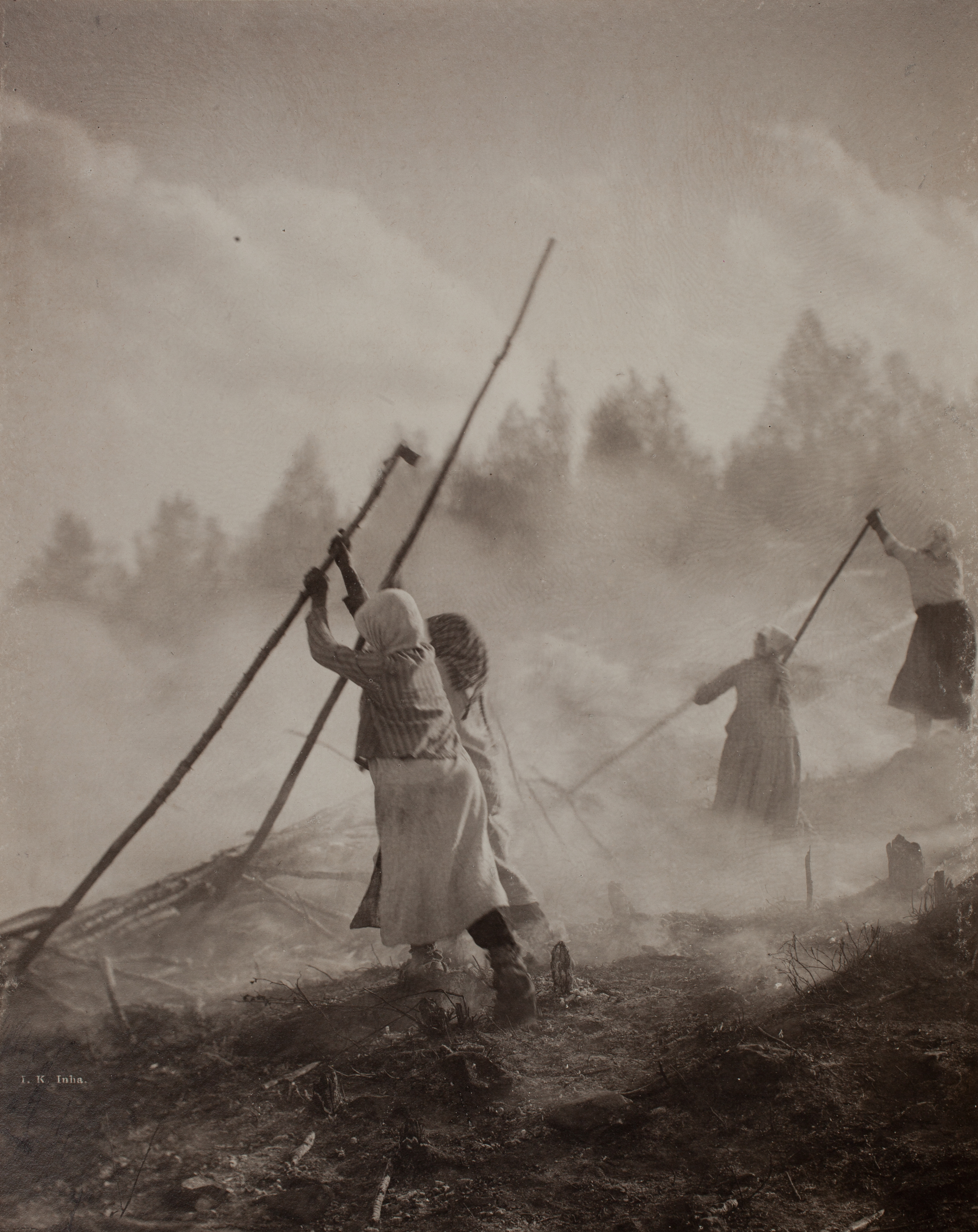
Brandrodung in Finnland, 1892

## Geschichte
Im 16. Jahrhundert kolonisierten die Einwohner der finnischen Landschaft Savo (schwed. Savolax) mittels Brandrodung in kurzer Zeit große, bisher unbewohnte Waldgebiete im damals zu Schweden gehörenden Finnland. Nach dem Abbrennen kleinerer Waldstücke wurde eine speziell für diesen Zweck gezüchtete Sorte von Roggen (der so genannte svedjeråg) direkt in die warme, nährstoffreiche Asche ausgesät. Der Ertrag war im Vergleich zur konventionellen Landwirtschaft enorm, ließ jedoch schon nach wenigen Jahren stark nach, so dass neue Flächen abgebrannt werden mussten.
Diese Bewirtschaftungsform führte zu einer schnell wachsenden, sehr mobilen Bevölkerung. Als die ungenutzten Flächen zur Neige gingen, wanderten viele Einwohner in Richtung Westen aus. Bis zu 12.000 Finnen, hauptsächlich aus Savo und dem nördlichen Häme (schwed. Tavastland), zogen nach Värmland, Dalarna, Västmanland, Hälsingland, Medelpad, Ångermanland und ins südliche Lappland, teilweise auch gelockt durch Steuerbegünstigungen im Rahmen der Kolonisierungspolitik des schwedischen Königs Karl IX. Die neuen Siedlungsgebiete wurden als Finnmark („Finnenland“) oder Finnskog („Finnenwald“) bezeichnet.
Der Staat stand den Einwanderern zwiespältig gegenüber. Einerseits zahlten sie Steuern und verbesserten durch die Erschließung neuer Flächen die Nahrungsmittelversorgung im Land. Andererseits kamen sie durch das Abbrennen des Waldes zunehmend in Konflikt mit der schnell wachsenden Industrie, die große Mengen an Holzkohle benötigte. 1647 und 1664 wurden daher in Schweden erstmals Gesetze gegen das Brandroden erlassen. Obwohl diese Verbote nie vollständig durchgesetzt werden konnten, erschwerten sie die traditionelle Landwirtschaft, so dass viele Finnen sich andere Einkommensquellen suchen mussten. Viele arbeiteten in der Forstwirtschaft oder als Köhler für die neuen Eisenhütten. Die abgebrannten Böden, auf denen nach einigen Jahren kein Getreide mehr gedieh, konnten als Weiden weiter genutzt werden, so dass die Viehzucht einen immer größeren Stellenwert einnahm. Die Brandrodung verlor mehr und mehr an Bedeutung, bis sie gegen Ende des 19. Jahrhunderts gänzlich aufhörte.

## Kultur
In manchen isolierten Regionen überlebten die finnische Sprache und Kultur, abgeschnitten vom finnischen Mutterland und ohne finnische Schriftwerke, über 350 Jahre lang bis zum Anfang des 20. Jahrhunderts, vor allem in den värmländischen Gebieten Fryksdalen und Klarälvdalen sowie den angrenzenden norwegischen Gemeinden in Finnskogen. In den Jahren 1817 und 1821–1822 bereiste der in Savo geborene Ethnologe und Fennoman Carl Axel Gottlund (1796–1875) die Siedlungsgebiete der Waldfinnen in Schweden und Norwegen und beschrieb ausführlich das Leben und die Traditionen der Einwohner. Er notierte auch die lokalen Sagen und Märchen sowie einige Runengesänge. Zudem versuchte er mit einigem Erfolg, die oft schwierige wirtschaftliche Situation der Waldfinnen zu verbessern, u. a. durch Petitionen an die schwedische Regierung. Seine Bemühungen, den finnisch besiedelten Gebieten zu Unabhängigkeit und Autonomie zu verhelfen, blieben jedoch erfolglos.

## Situation heute
Heute sind die Waldfinnen völlig in der schwedischen Gesellschaft assimiliert. In Norwegen haben die Waldfinnen den Status einer anerkannten Minderheit (neben Juden, Kvenen, Sinti und Roma). Tausende finnische Ortsnamen erinnern noch heute an ihre Rolle in der skandinavischen Geschichte. In jüngerer Zeit wird versucht, aktiv die waldfinnische Kultur zu erhalten und zu fördern. Das norwegische Grue und das schwedische Torsby, beides Hauptorte der waldfinnischen Besiedlung, haben eine Städtepartnerschaft mit dem finnischen Rautalampi, von wo viele der Einwanderer stammten.
Bekannte Persönlichkeiten waldfinnischer Abstammung sind Björn Skifs, Dan Andersson, Gunnar Myrdal, Sven-Göran Eriksson, Leif Boork, Gunnar Broberg und Tage Erlander.
Das Freilichtmuseum Glomdalsmuseet in Elverum besitzt mehrere Gebäude zur Bautradition der Waldfinnen in Norwegen.